# IC 5357
IC 5357 ist eine Elliptische Galaxie vom Hubble-Typ E/S0 pec im Sternbild Fische auf der Ekliptik. Sie ist rund 314 Millionen Lichtjahre von der Milchstraße entfernt und hat einen Durchmesser von etwa 80.000 Lichtjahren. Im  gleichen Himmelsareal befinden sich die Galaxien IC 5351, IC 5352, IC 5356, IC 5359.
Das Objekt wurde 1889 von Edward Barnard entdeckt.